# Ріхард Юнгклаус
Ріхард Август Юнгклаус (нім. Richard August Jungclaus; 17 березня 1905, Фрайбург, Німецька імперія — 14 квітня 1945, Садовиця, Югославія) — один з керівників СС, группенфюрер СС і генерал-лейтенант поліції.

## Біографія
Працював в області торгівлі текстилем. 1 вересня 1930 року вступив у НСДАП (партійний квиток №305 661) і СА, 29 квітня 1931 року — в СС (посвідчення № 7 368). Командував 1-м штурмом 17-го штандарта СС, а з листопада 1934 року — 2-м штурмбанном 24-го штандарта СС в Ольденбурзі. 1 червня 1935 року призначений ад'ютантом начальника Головного управління СС Августа Гайсмаєра. З 1 жовтня 1937 року — командир 12-го штандарта СС «Нижня Саксонія» зі штабом в Ганновері. З 30 листопада 1938 року — керівник 4-го абшніта СС (Ганновер). В січні-травні 1940 року пройшов курс підготовки в юнкерській школі СС в Брауншвейгу, а потім був зарахований офіцером резерву в 4-й полк СС «Мертва голова». 17 червня 1941 року переведений в полк СС «Вестланд», який воював у складі дивізії СС «Вікінг». 4 вересня 1941 року призначений консультантом СС з питань данських формувань СС. З 1 квітня 1942 командир абшніта СС «Фландрія» і уповноважений рейхсфюрера СС по Бельгії і Північній Франції. З 1 серпня 1944 року —вищий керівник СС і поліції в Бельгії і Північній Франції (зі штаб-квартирою в Брюсселі), одночасно з 14 серпня виконував обов'язки командувача військами в цьому районі. Однак, після того як Юнгклаус звільнив з ув'язнення близько 600 політичних в'язнів, він 16 вересня 1944 був переведений на фронт, в 13-й гірськострілецький полк СС 7-ї добровольчої гірськострілецької дивізії СС «Принц Ойген», що воювала з югославськими партизанами в складі 5-го гірського корпусу СС. Загинув у бою.

## Звання
- Штурмфюрер СС (29 квітня 1931)
- Штурмгауптфюрер СС (1 жовтня 1932)
- Штурмбаннфюрер СС (20 квітня 1935)
- Оберштурмбаннфюрер СС (9 листопада 1936)
- Штандартенфюрер СС (12 вересня 1937)
- Обершарфюрер резерву військ СС (січень 1940)
- Унтерштурмфюрер резерву військ СС (1 травня 1940)
- Оберштурмфюрер резерву військ СС (1 серпня 1941)
- Оберфюрер СС (1 жовтня 1941)
- Бригадефюрер СС (20 квітня 1942)
- Генерал-майор (30 липня 1943)
- Группенфюрер СС і генерал-лейтенант поліції (9 листопада 1943)
- Гауптштурмфюрер резерву військ СС (1944)

## Нагороди
- Почесний кут старих бійців
- Почесна шпага рейхсфюрера СС
- Кільце «Мертва голова»
- Спортивний знак СА в золоті
- Німецька імперська відзнака за фізичну підготовку в бронзі
- Медаль «У пам'ять 1 жовтня 1938»
- Хрест Воєнних заслуг
  - 2-го класу (20 квітня 1941)
  - 2-го і 1-го класу з мечами (20 квітня 1943)
- Залізний хрест 2-го класу (20 січня 1942)
- Медаль «За вислугу років у НСДАП» в бронзі та сріблі (15 років)
- Медаль «За вислугу років у СС» 4-го, 3-го і 2-го ступеня (12 років)